# Gall nival del Tibet
El gall nival del Tibet (Tetraogallus tibetanus) és una espècie d'ocell de la família dels fasiànids (Phasianidae) que habita vessants rocallosos de l'Himàlaia, a l'est de Tadjikistan, nord de l'Índia, Tibet i oest de la Xina.